# 羅約爾森特 (印地安納州)
羅約爾森特（英語：Royal Center）是一個位於美國印地安納州卡斯縣的城鎮。

## 地理
羅約爾森特的座標為40°51′50″N 86°29′59″W / 40.86389°N 86.49972°W，而該地的平均海拔高度為224米（即735英尺）。

## 人口
根據2010年美國人口普查的數據，羅約爾森特的面積為1.54平方千米，當中陸地面積為1.54平方千米，而水域面積為0.00平方千米。當地共有人口861人，而人口密度為每平方千米559人。